# 天師鬥殭屍
《天師鬥殭屍》，是2014年由王晶監製的一套黑色喜劇。由元彪、鄭中基、伍允龍、胡然、關楚耀、羅子喬領銜主演。

## 劇情簡介
古惑仔「烏蠅」本應有著狀元之才，大富大貴之命，可惜祖墳出事，致使厄運連連，唯一的好友就是有著一個爆炸頭，為人老老實實的「奶油豬」。兩人老大的老婆常常被惡鬼附身，一次鬼上身事件，烏蠅被逼出頭，路上遇到一女子墜樓，烏蠅將她送上救護車並送了最後一程後，在報紙攤見到一代玄學大師蔣天機所出的風水書，遂打電話求救。解決後獲邀某天到蔣天機辦公室暢談，蔣天機掐指一算，道出其命本應不差，懷疑其祖墳可能有事。
就在此時，AKTV老闆周阿強出現，趕走烏蠅，並與蔣天機洽談事務。原來周家之所以幾代富貴，全因當年施了一種名為「九陰聚財穴」的邪法，這種邪法由天師向已死之先人祖墳施法後就可以盡吸方圓五公里之內的運氣，使其後人富足四代，所謂「一家富貴，千家乞食」，然運氣終有一日會吸盡，因此每三十年就要搬棺一次，去到阿強這一代已經是第三代。而天機之父當年正是幫其祖父搬棺的天師之一，因此阿強才來求其協助，但卻遭到天機拒絕。
原來三十年前的搬棺時發生屍變，而天機之父正正在那次與殭屍鬥法之中犧牲，認為此乃報應，因此發誓不再幫周家搬棺。天機此舉無疑觸怒阿強，阿強於是命其手下看著天機，而其手下正是烏蠅大佬，烏蠅大佬則命其看住蔣天機。但夜晚時分，烏蠅卻被一女鬼帶離，只餘下奶油豬一人，蔣天機指出其好友烏蠅被鬼迷。三人去到荒郊野嶺，發現烏蠅與女鬼正準備行房。蔣天機於是施法欲要收復女鬼，但卻被烏蠅所攔，原來女鬼乃烏蠅之前所救之女子明天，女子當日原來已經救不回來，如今只是報答，明天將當日經過和盤托出，原來當日明天只是為了找回其姐姐而上一邪師之家，孰料不但帶不回姐姐，還差點被對方強姦，對方強姦不成，將明天推了下樓，如今其骨灰就在該邪師家裡。
兩人去到天師家欲要盜取骨灰，卻碰到了奶油豬的偶像，公司欲捧的女孩Balla。而Balla此時已經是半人半屍，原來當日阿強遭天機拒絕後就找到了邪師幫他搬棺，但是孰料搬棺途中天雨阻路。阿強太公再次屍變，並且逃出來，令到阿強變成了半人半屍，Balla有幸逃脫，但卻也因為感染屍毒而變成半人半屍。兩人將Balla帶回天機處，天機幫Balla解除屍毒，而烏蠅也與明天發生情愫。蔣天機得知緣由後，決定要收拾殘局。烏蠅、奶油豬加入。
眾人夜闖AKTV電視台，發現邪師以及一眾AKTV員工都已經變成喪屍。天機師徒與烏蠅、奶油豬兩人奮力對抗，最後憑藉奶油豬的童子之血，終於收拾殘局。

## 演員表
| 演员   | 角色     | 备注 |
| 元 彪  | 蔣天機   | 天師 靈心之師父 最後利用奶油豬童子血和法術的散彈槍子彈消滅殭屍 少年由馬志威飾演。 |
| 鄭中基 | 烏蠅     | 小混混 奶油豬之好友 原有財主相和狀元命，但因被周阿強的「九陰聚財穴」受牽連而倒楣 與明天一見鍾情，最後與其靈魂進行冥婚。                                                                       |
| 伍允龍 | 奶油豬   | 小混混 烏蠅之好友 傾慕Balla，後為其男友。 |
| 胡 然  | 明天     | 被高山豹意圖強姦與意外推下樓時與烏蠅相遇，送醫院後已不治，其骨灰更被高山豹奪走 最後烏蠅成功奪回骨灰，並與其冥婚。                                                                             |
| 蔣璐霞 | 靈心     | 蔣天機之徒弟兼助手。 |
| 關楚耀 | 周阿強   | AKTV老闆 三代因使用名為「九陰聚財穴」的邪法而大富大貴 因其太公因屍變變成殭屍，被其抓傷變成殭屍 最後被蔣天機殺死，當他太公吸光所有屍氣時，正將蔣天機打飛時，已來不及，就這樣死在他太公的懷裡。 |
| 羅子喬 | Balla    | 模特兒 奶油豬之傾慕對象，後為其女友 被變成殭屍的周阿強抓傷而中了屍毒，後被蔣天機使用陳年糯米水化解。                                                                                          |
| 王俊棠 | 高山豹   | 邪師 蔣天機之天敵 因蔣天機拒絕搬棺而被周阿強找其代勞 意圖強姦與誤殺明天，並奪走其骨灰 被變成殭屍的女藝人殺害終變成殭屍，最後被蔣天機殺死。                                                    |
| 羅浩銘 | 屍王     | 周阿強之曾祖父 最後被蔣天機消滅。 |
| 黃文慧 | 明天外婆 | 鬼魂 |
| 姜皓文 | 蔣道陵   | 道士 蔣天機之父親 幫助周阿強之太公搬棺 最後被殭屍殺害。 |
| 黃樹棠 | 周有財   | 周阿強之祖父 最後被殭屍殺害。 |
| 何華超 | 蛇哥     | 周阿強之下屬，烏蠅及奶油豬之老大 被殭屍殺害后變成殭屍，最後被蔣天機殺死。 |
| 梁敏儀 | 蛇嫂     | 蛇哥之妻 很容易被鬼上身，後被蔣天機化解。 |
| 秦啟維 | 小混混   | |

## 電影中特殊用語
- AKTV：ATV, HKTV
- TVB：香港電視廣播有限公司
- 周阿強：簡悅強

## 外部連結
- 《天師鬥殭屍》在香港雅虎的電影頁面（繁體中文）
- 開眼電影網上《天師鬥殭屍》的資料（繁體中文）
- 香港影庫上《天師鬥殭屍》的資料（繁體中文）
- 时光网上《天師鬥殭屍》的資料（简体中文）
- 豆瓣电影上《天師鬥殭屍》的資料 （简体中文）
- 互联网电影数据库（IMDb）上《天師鬥殭屍》的资料（英文）

| 台灣 衛視電影台 週六晚間9點全台首播 |
| ----------------------------------- |
| 天師鬥殭屍 2015.06.20               |